# Чавес, Эстебан
Эстебан Чавес (исп. Jhoan Esteban Chaves Rubio, род. 17 января 1990 в Боготе, Колумбия) — колумбийский профессиональный шоссейный велогонщик, выступающий за команду Мирового тура «Mitchelton-Scott». Призёр генеральной классификации Джиро д’Италия и Вуэльты Испании в 2016 году.

## Карьера
Родился в Боготе, начал выступать как профессионал с сезона 2012 года. В 2011 году выиграл самую престижную любительскую гонку «Тур де л'Авенир».

## Достижения
2011
1-й  Тур де л'Авенир
2012
1-й Гран-при Камайоре
1-й  Молодёжная классификация Вуэльта Колумбии
2-й Классика Ордисии
3-й Вуэльта Бургоса
1-й  Молодёжная классификация
1-й Этап 5
5-й Мемориал Марко Пантани
2014
1-й Этап 8 Тур Швейцарии
3-й Тур Пекина
1-й  Молодёжная классификация
4-й Тур Лангкави
7-й Тур Калифорнии
1-й Этап 6
2015
1-й  Тур Абу Даби
1-й  Молодёжная классификация
1-й Этап 3
1-й Этап 1 (КГ) Джиро д’Италия
5-й Вуэльта Испании
1-й Этапы 2 & 6
8-й Джиро ди Ломбардия
2016
1-й Джиро ди Ломбардия
1-й Джиро дель Эмилия
3-й Джиро д’Италия
1-й Этап 14
3-й Вуэльта Испании
2017
2-й Тур Даун Андер
9-й Хералд Сан Тур
2018
1-й  Хералд Сан Тур
1-й Этап 3
1-й на этапе 6 Джиро д’Италия
2019
1-й на этапе 19 Джиро д’Италия

## Статистика выступлений

### Гранд-туры
| Гонка           | 2014 | 2015 | 2016 | 2017 | 2018 | 2019 |
| --------------- | ---- | ---- | ---- | ---- | ---- | ---- |
| Джиро д'Италия  | —    | 55   | 2    | —    | 72   | 40   |
| Тур де Франс    | —    | —    | —    | 62   | —    |      |
| Вуэльта Испании | 41   | 5    | 3    | 11   | —    |      |

| —  | Не участвовал  |
| НФ | Не финишировал |

| Сводная статистика выступления на крупных и престижных гонках | Сводная статистика выступления на крупных и престижных гонках | Сводная статистика выступления на крупных и престижных гонках | Сводная статистика выступления на крупных и престижных гонках | Сводная статистика выступления на крупных и престижных гонках | Сводная статистика выступления на крупных и престижных гонках | Сводная статистика выступления на крупных и престижных гонках | Сводная статистика выступления на крупных и престижных гонках | Сводная статистика выступления на крупных и престижных гонках | Сводная статистика выступления на крупных и престижных гонках |
| Игры и Чемпионаты                                             | Игры и Чемпионаты                                             | Игры и Чемпионаты                                             | Игры и Чемпионаты                                             | Игры и Чемпионаты                                             | Игры и Чемпионаты                                             | Игры и Чемпионаты                                             | Игры и Чемпионаты                                             | Игры и Чемпионаты                                             | Игры и Чемпионаты                                             |
| Гонка / Год                                                   | Гонка / Год                                                   | 2012                                                          | 2013                                                          | 2014                                                          | 2015                                                          | 2016                                                          | 2017                                                          | 2018                                                          | 2019                                                          |
| ------------------------------------------------------------- | ------------------------------------------------------------- | ------------------------------------------------------------- | ------------------------------------------------------------- | ------------------------------------------------------------- | ------------------------------------------------------------- | ------------------------------------------------------------- | ------------------------------------------------------------- | ------------------------------------------------------------- | ------------------------------------------------------------- |
| Олимпийские игры                                              | ГГ                                                            | —                                                             |                                                               |                                                               |                                                               | 21                                                            |                                                               |                                                               |                                                               |
| Олимпийские игры                                              | ИГ                                                            | —                                                             |                                                               |                                                               |                                                               |                                                               |                                                               |                                                               |                                                               |
| Чемпионат мира                                                | ГГ                                                            | —                                                             | —                                                             | 70                                                            | —                                                             | —                                                             | —                                                             | —                                                             |                                                               |
| Монументальные гонки                                          |                                                               |                                                               |                                                               |                                                               |                                                               |                                                               |                                                               |                                                               |                                                               |
| Гонка / Год                                                   | Гонка / Год                                                   | 2012                                                          | 2013                                                          | 2014                                                          | 2015                                                          | 2016                                                          | 2017                                                          | 2018                                                          | 2019                                                          |
| Милан — Сан-Ремо                                              | Милан — Сан-Ремо                                              | —                                                             | —                                                             | —                                                             | —                                                             | —                                                             | —                                                             | —                                                             | —                                                             |
| Тур Фландрии                                                  | Тур Фландрии                                                  | —                                                             | —                                                             | —                                                             | —                                                             | —                                                             | —                                                             | —                                                             | —                                                             |
| Париж — Рубе                                                  | Париж — Рубе                                                  | —                                                             | —                                                             | —                                                             | —                                                             | —                                                             | —                                                             | —                                                             | —                                                             |
| Льеж — Бастонь — Льеж                                         | Льеж — Бастонь — Льеж                                         | —                                                             | —                                                             | —                                                             | 68                                                            | —                                                             | —                                                             | —                                                             | —                                                             |
| Джиро ди Ломбардия                                            | Джиро ди Ломбардия                                            | НФ                                                            | —                                                             | —                                                             | 8                                                             | 1                                                             | —                                                             | —                                                             |                                                               |
| Однодневные гонки                                             |                                                               |                                                               |                                                               |                                                               |                                                               |                                                               |                                                               |                                                               |                                                               |
| Гонка / Год                                                   | Гонка / Год                                                   | 2012                                                          | 2013                                                          | 2014                                                          | 2015                                                          | 2016                                                          | 2017                                                          | 2018                                                          | 2019                                                          |
| Флеш Валонь                                                   | Флеш Валонь                                                   | 127                                                           | —                                                             | —                                                             | 45                                                            | —                                                             | —                                                             | —                                                             | —                                                             |
| Грейт Оушен Роуд                                              | Грейт Оушен Роуд                                              | —                                                             | —                                                             | —                                                             | —                                                             | —                                                             | 54                                                            | —                                                             |                                                               |
| Страде Бьянке                                                 | Страде Бьянке                                                 | —                                                             | —                                                             | —                                                             | 21                                                            | —                                                             | —                                                             | —                                                             | —                                                             |
| Брабантсе Пейл                                                | Брабантсе Пейл                                                | 32                                                            | —                                                             | —                                                             | —                                                             | —                                                             | —                                                             | —                                                             | —                                                             |
| Три варезенские долины                                        | Три варезенские долины                                        | НФ                                                            | —                                                             | —                                                             | —                                                             | —                                                             | —                                                             | —                                                             |                                                               |
| Милан — Турин                                                 | Милан — Турин                                                 | 17                                                            | —                                                             | —                                                             | —                                                             | —                                                             | —                                                             | —                                                             |                                                               |
| Джиро дель Эмилия                                             | Джиро дель Эмилия                                             | 23                                                            | —                                                             | —                                                             | —                                                             | 1                                                             | НФ                                                            | —                                                             |                                                               |
| Гран-при кантона Аргау                                        | Гран-при кантона Аргау                                        | —                                                             | —                                                             | 39                                                            | —                                                             | —                                                             | —                                                             | —                                                             |                                                               |
| Гран-при Бруно Бегелли                                        | Гран-при Бруно Бегелли                                        | —                                                             | —                                                             | —                                                             | —                                                             | 37                                                            | —                                                             | —                                                             |                                                               |